# Sven Johansson
Sven Bertil Johansson (Västervik, 10 giugno 1912 – 5 agosto 1953) è stato un canoista svedese.

## Palmarès

### Olimpiadi
- 1 medaglia:
  - 1 oro (Berlino 1936 nel Folding K2 10000 m)

### Mondiali
- 1 medaglia:
  - 1 argento (Vaxholm 1938 nel Folding K2 10000 m)